# Selvbetjeningsbutik
En selvbetjeningsbutik er en detailvarebutik, hvor kunderne selv tager varerne og betaler ved kasse(r) ved udgangen.
De første selvbetjeningsbetikker fremkom efter 2. verdenskrig, og selvbetjeningsformen er siden slået igennem i de fleste brancher.